# Kâğıthane
Kağıthane é um distrito de Istambul, na Turquia, situado na parte europeia da cidade. Conta com uma população de 415 130 habitantes (2008).